# Joseph Whitworth

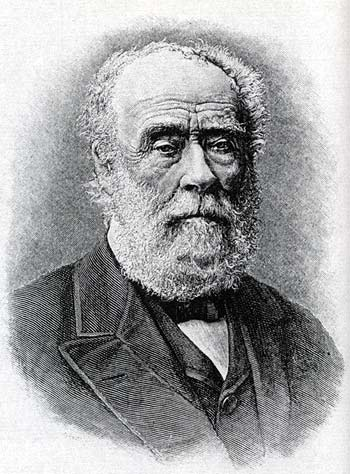
Joseph Whitworth, Stich nach einer Fotografie um 1882

Sir Joseph Whitworth, 1. Baronet (* 21. Dezember 1803 in Stockport; † 22. Januar 1887 in Monte Carlo) war ein britischer Ingenieur und ist bekannt für sein bahnbrechendes Wirken zur Abkehr von handwerklichen Herstellungsmethoden hin zum Austauschbau. Dadurch schuf er die Grundlage für die industrielle Großserien- und Massenfertigung.

## Leben und Wirken
Whitworth besuchte lediglich bis zum vierzehnten Lebensjahr eine Schule. Nach Arbeitsjahren in der Baumwollspinnerei seines Onkels und einer Mechanikertätigkeit in Manchester war er insgesamt acht Jahre lang in London bei den Firmen Maudslay, Holtzapffel und Clement beschäftigt. 1834 machte er sich mit einer Reparaturwerkstatt in Birmingham selbstständig.
Whitworth befasste sich insbesondere mit Messtechnik und den Befestigungsgewinden. Eine der heute genormten Gewindeformen wurde nach ihm als Whitworth-Gewinde benannt. Des Weiteren erlangte der Schüler Henry Maudslays mit konstruktiven Verbesserungen der damaligen Drehmaschinen weltweit Anerkennung. So führte er den Hohlguss und den automatischen Planzug auf dem Support ein. Ferner verkürzte er die Hauptzeit 1849 mit der sogenannten Mehrschnittbank, bei der mehrere Drehmeißel gleichzeitig ein Werkstück bearbeiten, und verbesserte sie für die Geschütz- und Gewehrherstellung zur Mehrstahlkopierdrehbank. Er baute 1835 seine erste Hobelmaschine, deren Verbesserungen gegenüber anderen Modellen jedoch gering ausfielen. Im gleichen Jahr ließ er eine Fräsmaschine patentieren, die dampfbetriebene Einzelantriebe aufwies und für die späteren Jahrzehnte zum Vorbild wurde. Schon 1837 setzte Whitworth Rundlehren mit festgelegten Über- und Untermaß für die Passung ein und stellte Kaliberlehren und Ringlehren mit feiner Abstufung her. Diese Normallehren fanden bald weite Verbreitung.
Zur Verbesserung der Schussleistung von Feuerwaffen schlug Joseph Whitworth der britischen Armee 1853 das Prinzip des Polygonlaufes vor; anstatt durch Felder und Züge sollte das Geschoss durch das polygonale Innenprofil des Laufes in Rotation versetzt werden. Die britische Beschaffungsbehörde lehnte ab. Infanteriegewehre mit Polygonläufen wurden später im Amerikanischen Bürgerkrieg jedoch mit Erfolg von den Whitworth Sharpshooters eingesetzt.

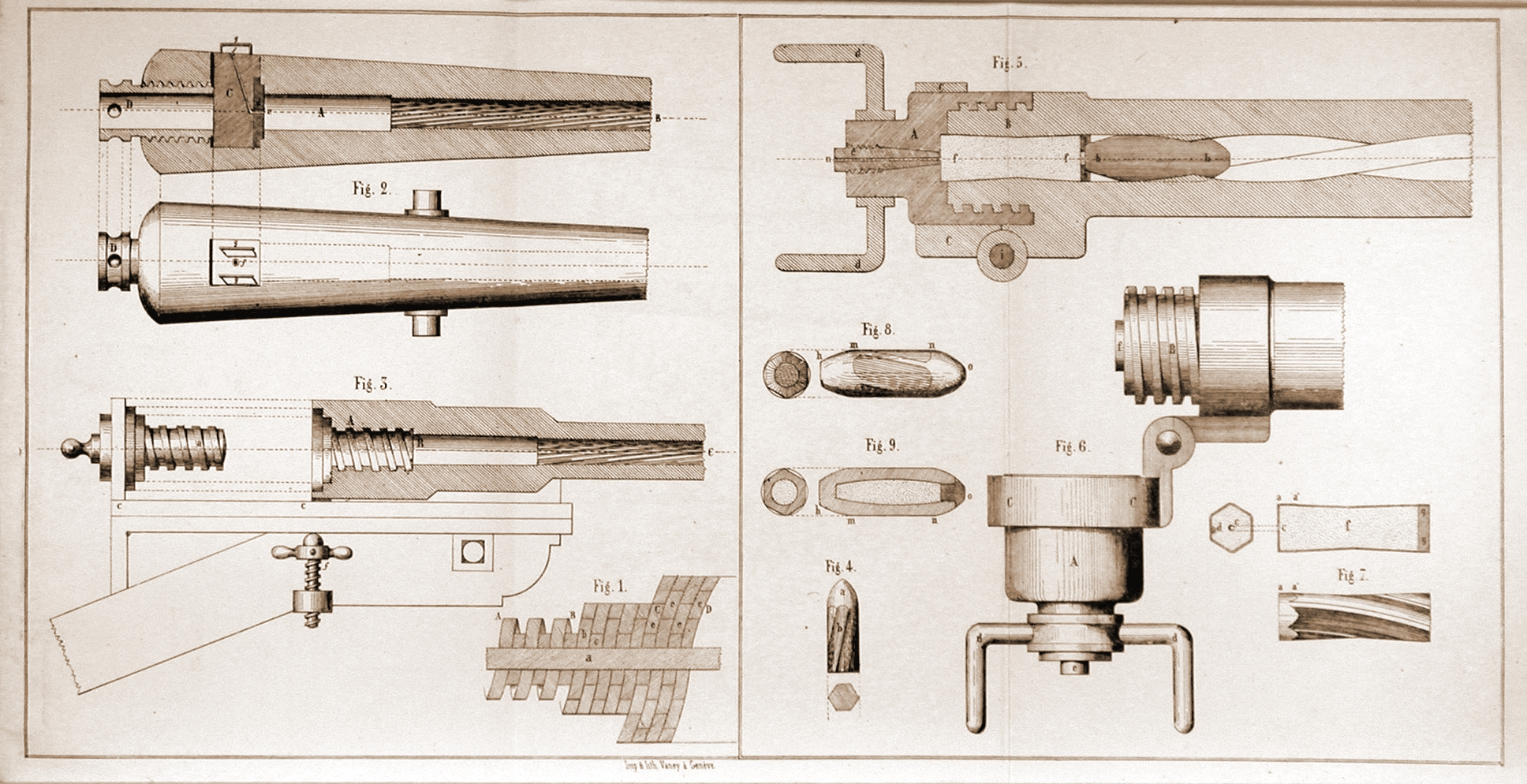
Links: Verschlusssystem Armstrong / rechts: Verschluss mit Polygonlauf System Whitworth

Auch im Geschützbau verwendete Whitworth den von ihm entwickelten Polygonlauf, der sich aber langfristig nicht durchsetzte. Auch sein Verschlusssystem mit außen aufgesetztem Schraubenverschluss hatte gegenüber dem heute noch gebräuchlichen Schraubenverschluss von William George Armstrong keine Chance.
Um Geschützrohre zu verstärken, entwickelte Whitworth ein Fluid Compressed Steel genanntes Verfahren. Dabei wird die beim Gießen erstarrende Schmelze einem großen Druck ausgesetzt. Whitworth patentierte das Verfahren im Jahre 1865, doch es dauerte bis 1869, bis er in größeren Mengen produzieren konnte. Das Patent lief nach einer Verlängerung um fünf Jahre 1884 aus.
Ein wichtiger Beitrag Whitworths zur industriellen Fertigungstechnik war die Durchsetzung der Normung. Bereits im achtzehnten Jahrhundert vom französischen Büchsenmacher Honoré Blanc im Waffenbau eingeführt, verringert sie Fabrikationskosten und erlaubt den Austausch defekter Komponenten industriell hergestellter Geräte ohne Nachbearbeitung.
Beim Austauschbau werden die Einzelteile nicht mehr in probierender Beziehung zu den benachbarten Bauteilen aufeinander eingepasst wie in der handwerklichen Methode, sondern nach Zeichnung mit Maßen und Toleranzen einzeln gefertigt, unter Umständen auch ohne Kenntnis der Nachbarteile. Statt des konkreten Teiles kann daher auch ein nach der gleichen Zeichnung gefertigtes gleichartiges anderes Teil montiert werden. Dadurch ist eine rationellere industrielle Fertigung und Montage möglich. Sie hängt jedoch von einer präzisen Beschreibung der Teile-Eigenschaften in Form von Zeichnungen und Stücklisten, von der Genauigkeit und Qualität der Bearbeitungsverfahren und -Maschinen, sowie von der Qualifikation der am Herstellprozess und den Prüfungen beteiligen Personen ab.
Whitworth war zweimal Präsident der Institution of Mechanical Engineers. 1857 wurde er Mitglied der Royal Society und 1879 Mitglied der Königlich Schwedischen Akademie der Wissenschaften.
Am 1. November 1869 wurde ihm der erbliche Adelstitel eines Baronet, of The Firs in the County of Lancaster, verliehen. Da er keine Söhne hinterließ, erlosch der Titel bei seinem Tod 1887.

## Veröffentlichungen (Auswahl)
- Guns and steel, 1873
- Miscellaneous papers on mechanical subjects, 1858
- On an uniform system of screw threads, 1841
- On plane metallic surfaces and the proper mode of preparing them, 1840